# جيمس كو
جيمس كو (بالإنجليزية: James Coe)‏ هو رسام نيوزيلندي، ولد في 26 سبتمبر 1917، وتوفي في 17 ديسمبر 2003.